# Adolf II (hrabia Mark)
Adolf II (zm. w 1347 r.) – hrabia Mark od 1328 r.

## Życiorys
Adolf był najstarszym synem hrabiego Mark Engelberta II i Mechtyldy, córki Jana z Arbergu, dziedzicznego burgrabiego Kolonii. W 1328 odziedziczył po ojcu hrabstwo Mark. Dzięki jego małżeństwu z dziedziczką hrabstwa Kleve, jego syn Adolf zjednoczył w swym ręku te państwa.

## Rodzina
Adolf był dwukrotnie żonaty. Pierwszą jego żoną była Irmgarda, córka hrabiego Kleve Ottona. Rozwiódł się z nią w 1324 r. i następnie poślubił jej kuzynkę, Małgorzatę, córkę kolejnego hrabiego Kleve, Dytryka VII. Z małżeństwa tego pochodziły następujące dzieci:
- Engelbert (zm. 1391), następca ojca jako hrabia Mark,
- Małgorzata (zm. 1402/9), żona Jana I, hrabiego Nassau-Dillenburg,
- Mechtylda (zm. po 1390), żona Eberharda z Isenburga, hrabiego Grenzau,
- Eberhard (zm. po 1360), prepozyt w Münster,
- Adolf (zm. 1394), biskup Münsteru, arcybiskup-elekt Kolonii, hrabia Kleve i następca Engelberta jako hrabia Mark,
- Dytryk (zm. 1406), biskup-elekt Leodium,
- Elżbieta (zm. po 1369?),

oraz być może:
- Jutta, żona Jana I, hrabiego Spiegelbergu,
- Adelajda (zm. po 1371), żona Ottona II, hrabiego Hallermundu.